# Глобине
Гло́бине — місто в Україні, адміністративний центр Глобинської міської громади Кременчуцького району Полтавської області.

## Географія
Місто Глобине розташоване за 122 км від обласного центру, 40 км від районного центру та 25 км від Градизька, на березі пересихаючої річки Омельник (Сухий Омельничок, Омельничок), яка через 25 км впадає у річку Псел. На річці є декілька великих загат.
На відстані 1,5 км розташовані сусідні села Жуки, Черевані та Новодорожнє. Через місто пролягають автошлях територіального значення Т 1717 та залізниця, станція Глобине та зупинний пункт Черевані.

## Історія

### XVIII століття
Глобине виникло у першій половині XVIII століття біля старого Ромоданівського шляху. Перша згадка про поселення у 1725 році як хутора Глобинського, де було велике «панське» стадо родини Апостолів (згадка у щоденнику П. Апостола). 1728 року на Глобинському хуторі збудовано греблю. Ревізія 1732 року знає вже у Городиській сотні Миргородського полку «село» Глобине («Село Глобыное слободка Рейментарская [себто власність гетьмана Д. Апостола] на купленном грунте вновь поселенная от дач несвободная. В нем посполитих весма убогих 119»). У січні 1760 року праонука гетьмана Данила  Апостола Катерина Павлівна Апостол передала права на свою спадкову маєтність Глобине, Сухорабівки, слободи Лузики, Ушівки, Довгу Греблю матері (Акулині Іванівні) та вітчиму — полковнику Карлу Федоровичу Штофельну.
Гіпотеза про те, що в другій половині XVIII століття власником хутора стає військовий писар Нової Запорозької Січі Іван Якович Глоба є безпідставною. Не виключено, що до факту заснування хутора був причетний хтось з його предків, але аж ніяк не він. Як свідчать історичні джерела, Данило, Іван та Яків Глоби були обрані значковими товаришами із рядових 1-ї Полтавської полкової сотні. Іван Якович Глоба обіймав посаду військового писаря Нової Запорізької Січі у 1765—1775 роках, брав активну участь у російсько-турецький війні 1768—1774 років. Під час зруйнування царськими військами Нової Запорозької Січі у 1775 році був звинувачений у непідкоренні російському урядові й засланий до Туруханська. Помер у 1790 році.
З 1775 року новим власником Глобина стає поміщик з Полтави, надвірний радник — Павло Руденко. За переписом 1781 року село записане у Городиській сотні Миргородського полку, з ліквідацією полкового устрою віднесено до Городиського повіту Київського намісництва, у 1789 році — до Градизького повіту Катеринославського намісництва, а у 1796 році до Кременчуцького повіту Малоросійської губернії (з 1802 року Полтавської).

### XIX століття

Архангело-Михайлівська церква

У 1833—1837 роках нова власниця села А. А. Руденко (дружина Л. П. Руденка) споруджує нову муровану Михайлівську церкву, при якій у 1857 році було відкрито церковнопарафіяльне училище на 40 учнів.
У 1851 році Глобине вже стає волосним містечком, в якому налічувалось 428 домогосподарств та 2045 мешканців.
Напередодні 1861 року у Глобиному налічувалось два маєтки, що належали нащадкам А. А. Руденко — Магденкам. На рубежі XIX та XX століть маєтки належали Є. В. Капніст (дружині І. І. Капніста) та М. О. Шапошникову.
У 1878 році біля Глобиного збудована залізнична станція на лінії Кременчук — Ромодан — Лібава.
У 1894 році в Глобиному працювали земський начальник, урядник, земський лікар; земське училище (з 1875 року), жіноча церковнопарафіяльна школа (з 1891 року), 4 крамниці, відбувалося 2 ярмарки на рік. За переписом 1900 року в Глобиному — 2 сільські громади селян-власників, у яких налічувалося 605 домогосподарств, 4387 мешканців; цегельний завод, на якому працювало 18 осіб, відбувалося 3 ярмарки на рік.

### XX століття
У жовтні та листопаді 1905 року в Глобиному відбулися заворушення, для придушення яких були викликані війська. За переписом 1910 року в Глобиному налічувалося 833 домогосподарств, 5028 мешканців, винокурний та цегельний заводи, три парових млини (один з просушкою і один з крупорушкою). У 1910—1912 роках збудовано цукровий завод.
У 1917 році Глобине входить до складу Української Народної Республіки.
У січні 1918 року більшовики в ході радянсько-української війни захопили Глобине.
Навесні 1918 року спільні українсько-німецькі війська визволили місто від більшовиків.
Наприкінці квітня 1918 року, внаслідок Гетьманського перевороту Глобине опиняється в складі Української Держави гетьмана Павла Скоропадського. Незабаром Глобине знову окупують більшовицькі війська, цього разу — надовго.
Всього у сільській раді (з хуторами Кагамлик, Ново-Московське та Старий Хутір) на той час налічувалося 2008 домогосподарств та  9013 мешканців. У 1920 році створено перший радгосп з вирощування цукрових буряків.
З 7 березня 1923 року Глобине стає адміністративним центром Глобинського району Кременчуцького округу та центром міської ради, якій підпорядковані села Кордубанове, Новодорожнє, Новомосковське, Старий Хутір, Черевані, Шепелівка, Семимогили.
У другій половині 1920-х років в Глобиному створюються кооперативні товариства насіннєводів, конярів, кредитної сільськогосподарської кооперації. З 1927 року виникають машинно-тяглові товариства імені Т. Г. Шевченка, їм. Г. І. Петровського, «КІМ»; ТСОЗи «Перше травня», ім. В. Я. Чубаря, «Червоний хлібороб». У січні 1930 року всі вони були об'єднані в колгосп ім. Г. І. Петровського (перший голова — Я. С. Бодаква). 1931 року була організована Глобинська МТС. 1929 та 1933 Глобине відвідав голова ВУЦВК Г. І. Петровський. У 1934 році господарство розділилося на 7 колгоспів. З 1929 року став до ладу Глобинський маслозавод. З 1931 року у Глобиному почала виходити районна газета «Соціалістичний наступ».
Під час проведеного радянською владою Голодомору 1932—1933 років померло щонайменше 28 жителів міста.
З лютого 1932 року до вересня 1937 року Глобине у складі Харківської області, з вересня 1937 року у складі новоутвореної Полтавської області.
У 1937 році бурякорадгосп приєднано до цукрозаводу та створено Глобинський цукрокомбінат, який напередодні німецько-радянської війни виробляв щодоби понад 600 ц цукру.
У середині 1930-х років була зруйнована Архангело-Михайлівська церква, на місці якої 1940 року відкрито будинок культури на 500 місць.
З 13 вересня 1941 року по 26 вересня 1943 року Глобине під німецькою окупацією, під час якої гітлерівці у колишньому приміщенні райвиконкому влаштували катівню, де стратили 207 осіб, у тому числі радянських партизанів і підпільників, що діяли на території Глобиного та  його околицях. Біля села було розстріляно 86  жителів, на території цукрозаводу гітлерівцями закатовано сотні військовополонених. На примусові роботи до Німеччини вивезено 426 чоловік. Відступаючи, німці зруйнували маслозавод, цукрокомбінат, МТС та інші промислові підприємства, спалили хати.
13 квітня 1957 року Глобине набуло статусу селища міського типу.
16 грудня 1976 року Глобине віднесено до категорії міст районного підпорядкування. Цього ж року в Глобине організоване міжгосподарське підприємство з виробництва яловичини, яке об'єднало 25 колгоспів та 8 радгоспів району. Також місто активно займається просвітою та соціальною складовою: відкриті 2 загальноосвітні середні та 2 неповні середні школи, музична школа, лікарня на 200 ліжок, поліклініка, 2 аптеки, 6 дитсадків, 3 будинки культури, загальною кількістю 1050 місць, клуб, кінотеатр на 240 місць, 3 бібліотеки, у яких вміщено 120 тис. одиниць збірників. Розташований будинок піонерів, станції юних техніків і юних натуралістів, історико-краєзнавчий музей на громадських засадах, спортклуб, стадіон та 6 парків. У місті виходить газета «Зоря Придніпров'я».
З 24 серпня 1991 року місто у складі незалежної України.

### Репресовані радянською владою односельці
1. Герасименко Артамон Вікторович — 1897 року народження, місце народження: Полтавська обл. м. Глобине, національність: українець, соціальне походження: із селян, останнє місце проживання: м. Глобине, останнє місце роботи: Вантажник елеватора, Заарештований 10 лютого 1938 р., Засуджений Особливою трійкою при УНКВС Полтавської обл. 7 квітня 1938 р. за ст. ст. 54-10 ч. 1, 54-11 КК УРСР до розстрілу. Вирок виконано 27 травня 1938 р.
2. Дериземля Степан Дмитрович — 1897 року народження, місце народження: Полтавська обл. м. Глобине, національність: українець, соціальне походження: із селян, останнє місце проживання: Полтавська обл. м. Глобине, останнє місце роботи: Бригадир колгоспу, Заарештований 23 жовтня 1944 р., Засуджений Полтавським обласним судом 10 березня 1947 р. за ст. 54-10 ч. 2 КК УРСР до 7 років позбавлення волі з поразкою в правах на 3 роки., Термін покарання відбував до жовтня 1951 р.
3. Дяченко Афанасій Васильович — 1867 року народження, місце народження: Полтавська обл. с. Опришки Глобинського р-ну, національність: українець, соціальне походження: із селян, останнє місце проживання: Полтавська обл. м. Глобине, останнє місце роботи: Сторож бази райспоживспілки, Заарештований 10 вересня 1937 р., Засуджений Особливою трійкою при УНКВС Харківської обл. 17 вересня 1937 р. за ст. 54-10 ч. 1 КК УРСР до розстрілу., Вирок виконано 13 жовтня 1937 р.
4. Дупа Яків Олексійович — 1888 року народження, місце народження: Полтавська обл. м. Глобине, національність: українець, соціальне походження: із селян, останнє місце проживання: м. Глобине, останнє місце роботи: Конюх районного відділу охорони здоров'я, Заарештований 17 листопада 1937 р., Засуджений Особливою трійкою при УНКВС Полтавської обл. 23 листопада 1937 р. за ст. 54-10 ч. 1 КК УРСР до 10 років позбавлення волі., Термін покарання відбував у таборах НКВС м. Свободний Хабаровського краю (Російська Федерація).
5. Дупа Павло Олексійович — 1894 року народження, місце народження: Полтавська обл. м. Глобине, національність: українець, соціальне походження: із селян, останнє місце проживання: м. Глобине, останнє місце роботи: Тесля радгоспу, Заарештований 20 листопада 1937 р., Засуджений Особливою трійкою при УНКВС Полтавської обл. 25 листопада 1937 р. за ст. 54-10 ч. 1 КК УРСР до 10 років позбавлення волі.
6. Дупа Горпина Григорівна — 1886 року народження, місце народження: Полтавська обл. м. Глобине, національність: українець, соціальне походження: із селян, останнє місце проживання: м. Глобине, останнє місце роботи: Домогосподарка, Заарештована 21 жовтня 1943 р., Засуджена Військовим трибуналом військ НКВС Полтавської обл. 19 жовтня 1944 р. за ст. 54-1 «а» КК УРСР до 10 років позбавлення волі з поразкою в правах на 5 років з конфіскацією майна.

### XXI століття
13 серпня 2015 року Глобинська міська рада увійшла до складу Глобинської міської  громади шляхом об'єднання з Бабичівською, Борисівською, Жуківською, Опришківською
і Пирогівською сільрадами Глобинського району.

## Населення
- 1859 — 428 дворів, 2045 жителів[3]
- 1863 — 437 дворів, 2080 жителів[3]
- 1886 — 596 дворів, 3645 жителів[3]
- 1900 — 605 дворів, 4387 жителів[3]
- 1910 — 833 двори, 5028 жителів[3]
- 1923 — 6482 жителів[3]
- 1926 — 8207 жителів, 1739 дворів[3]
- 1939 — 6640 жителів[3]
- 1989 — 13,7 тис. жителів[7]
- 1990 — 13 537 жителів[3]
- 2001 — 12,9 тис. жителів[7]

### Національний склад
Розподіл населення за національністю за даними перепису 2001 року:
| Національність  | Відсоток |
| --------------- | -------- |
| українці        | 94.54%   |
| росіяни         | 4.43%    |
| білоруси        | 0.40%    |
| вірмени         | 0.20%    |
| молдовани       | 0.15%    |
| інші/не вказали | 0.28%    |

### Мова
Розподіл населення за рідною мовою за даними перепису 2001 року:
| Мова            | Кількість | Відсоток |
| --------------- | --------- | -------- |
| українська      | 12214     | 95.41%   |
| російська       | 520       | 4.06%    |
| білоруська      | 27        | 0.21%    |
| вірменська      | 22        | 0.17%    |
| румунська       | 10        | 0.08%    |
| угорська        | 1         | 0.01%    |
| болгарська      | 1         | 0.01%    |
| інші/не вказали | 6         | 0.05%    |
| Усього          | 12801     | 100%     |

## Економіка
На території Глобиного розміщено такі основні підприємства:
- ВП «Глобинський цукровий завод» ТОВ ІПК «Полтавазернопродукт»
- ВАТ «Глобинський маслосирзавод»
- Глобинський елеватор
- ТОВ «Глобинський м'ясокомбінат»
- ТОВ НВП «Глобинський свинокомплекс»
- «Райагробуд»
- ТОВ СП «НІБУЛОН»
- Глобинський переробний завод (Агропромхолдинг «Астарта-Київ»)

## Освіта
У Глобиному знаходяться 4 загальноосвітні школи, із них

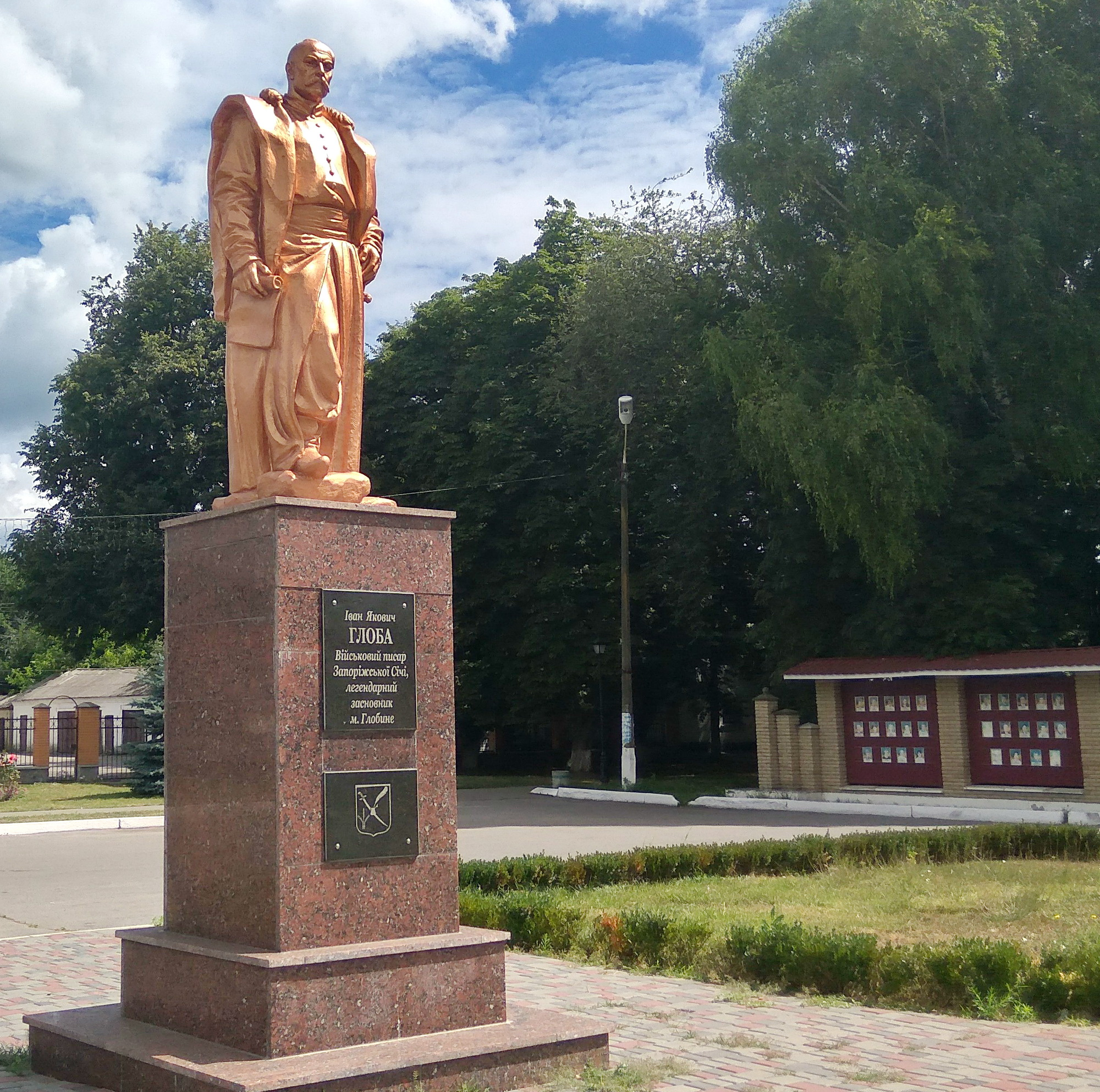
Пам'ятник Івану Глобі, засновнику міста

- 1 гімназія
- 1 школа І-ІІІ ступенів
- 2 школи І-ІІ ступенів
- школа мистецтв
- філія Кременчуцького ПТУ № 5
- ТСО (ДОСААФ).

## Пам'ятки
- пам'ятник Тарасу Шевченку
- пам'ятник загиблим воїнам і підпільникам в 1941—1943 роках
- пам'ятник загиблим воїнам — односельцям
- обеліски на братських могилах воїнів Червоної армії, які загинули в 1941—1943 роках
- пам'ятник воїнам-визволителям та воїнам-землякам, які не повернулися з фронту німецько-радянської війни
- пам'ятник жертвам Голодомору в Україні 1932—1933 років
- пам'ятник воїнам-інтернаціоналістам, які не повернулися з Республіки Афганістан
- пам'ятник засновнику міста, писареві Нової Запорозької Січі — Івану Глобі (2012).

У Глобиному видана книга «Глобинщина в роки Великої Вітчизняної війни», «Книга Пам'яті» (автор Т. Г. Ляховенко), у яких висвітлено події Другої світової війни на території Глобинщини, та закарбовані імена загиблих під час війни земляків, книга «Від хутора до міста» (автор Сорокопуд І. О.)

## Відомі особи
- Степаненко Аркадій Степанович — член Української Центральної Ради.
- О. А. Обідний[джерело?] (1906 — дата смерті невідома) — письменник.
- Михайло Савченко — актор і драматург.
- Зарицький Іван Васильович — художник по склу, народний художник України.
- Олійник Сергій Миколайович — колишній президент Полтавської федерації армспорту, заслужений тренер.
- Мохонько Сергій Олександрович — старший сержант Збройних сил України, учасник російсько-української війни.
- Дем'яненко Олександр — музикант, гітарист гурту Kozak System.
- Козел Олександр Григорович — старший солдат Збройних Сил України, учасник російсько-української війни.
- Ткаченко Ігор Юрійович (1994—2014) — солдат Збройних сил України, учасник російсько-української війни.
- Школьний Олександр Володимирович — доктор педагогічних наук, професор.

З містом пов'язане життя і діяльність Героїв Соціалістичної Праці Василя Курченка, Бугаєць М. К., Сиволап Г. М. та Героя Радянського Союзу Хільчука В. Н.

## Місто-побратим
Графенверт, Австрія